# Bansella oregonica
Bansella oregonica är en ringmaskart som först beskrevs av Banse 1956.  Bansella oregonica ingår i släktet Bansella och familjen Sabellidae. Inga underarter finns listade i Catalogue of Life.